# Manuel Delgado Villegas
Pour l’article homonyme, voir Villegas.
Manuel Delgado Villegas aussi dit « El Arropiero[a] » ou « El estrangulador del puerto », né le 25 janvier 1943 à Séville en Andalousie en Espagne et mort le 2 février 1998 à Badalone, en Catalogne en Espagne, est un tueur en série espagnol actif entre 1964 et 1971. Delgado a prétendu avoir commis 48 meurtres en Espagne, en Italie et en France. La police espagnole n'a pu enquêter que sur vingt-deux cas et n'a pu inculper Delgado que pour huit d'entre eux. Un trouble mental grave ayant été diagnostiqué, il n'a jamais été traduit en justice. En 1978, l'Audiencia Nacional a ordonné qu'il soit détenu préventivement à l'hôpital psychiatrique pénitentiaire de Carabanchel. Il a été libéré des soins de l'hôpital psychiatrique en 1998 et mourut peu après d'une maladie pulmonaire liée au tabagisme.

## Biographie
Manuel Delgado Villegas est le fils de José Delgado Martín. La mort de sa mère pendant son accouchement et le caractère itinérant de l'emploi de son père vendeur ont fait que lui et sa sœur ont été envoyés à Joaquina vivre avec leur grand-mère maternelle à Mataró, en Catalogne. Delgado et sa sœur vivent avec leur grand-mère dans le quartier de La prédominance andalouse Cirera. Il a fréquenté l'école mais n'a jamais appris à lire et à écrire.
En 1961, à l'âge de 18 ans, Delgado s'est enrôlé dans la Légion espagnole, c'est là qu'il a appris les techniques de combat au corps à corps, et une en particulier, l'une de ses méthodes préférées pour tuer, le « legionario golpe golpe » ou le « golpe mortel » (littéralement « coup de la mort »), un coup au larynx avec le côté de la main.

## Arrestation
À la suite de la disparition d'Antonia « Toni » Relinque Rodríguez, 38 ans, retardée mentale qui avait été vue à plusieurs reprises en compagnie de Delgado, la police a accompagné Delgado à la gare de El Puerto, où il a été interrogé par Cadix Brigada de Investigación Criminal (Division d'Investigation Criminelle) à propos de la disparition de la personne qu'ils savaient être maintenant sa petite amie. Il a d'abord nié l'avoir tuée, mais après la découverte de son corps dans un endroit isolé connu sous le nom de Pago Galvecito, à la périphérie d'El Puerto de Santa María, le jour du 21 février 1971, il avoue l'assassinat. Delgado a admis qu'il avait étranglé la femme avec ses propres collants tout en ayant des relations sexuelles. Le journal local, le Diario de Cádiz, le surnomma El estrangulador del Puerto (L'étrangleur du Port). Au cours des jours suivants, il admis sa culpabilité dans le meurtre de quatre autres personnes.
Au moment de son arrestation, il a été largement rapporté qu'il a été diagnostiqué comme ayant le Syndrome XYY et que cela pourrait avoir été le déclencheur de son comportement violent. Cependant, le lien entre le syndrome XYY et les comportements violents ont été réfutés par les études modernes.
Dans le processus d'enquête sur la véracité de ses allégations, le juge d'instruction de El Puerto de Santa María, Conrado Gallardo Ros, avec des détectives impliqués dans le cas, ont accompagné Delgado sur les scènes de crimes où il a montré et a expliqué les crimes. Il est le premier tueur en série à voyager vers les scènes de ses crimes par avion.

## Décès
Manuel Delgado Villegas est décédé le 2 février 1998 à l'hôpital Can Ruti de Badalone des suites d'une maladie pulmonaire obstructive chronique.